# Karl Friedrich van Hohenzollern
Karl Friedrich Emich Meinrad Benedikt Fidelis Maria Michael Gerold, Prins von Hohenzollern (Sigmaringen, 20 april 1952) is hoofd van het huis Hohenzollern-Sigmaringen.
In het dagelijks leven is Karl Friedrich ondernemer. Hij heeft een licentiaat rerum politicarum (economie en sociale wetenschappen), is reserveofficier en drager van het Bundesverdienstkreuz am Bande.
Sinds de dood van zijn vader Frederik Willem van Hohenzollern op 16 september 2010 is hij het hoofd van het adellijke huis Hohenzollern-Sigmaringen en woont in het slot Sigmaringen. Hij noemt zich sindsdien Karl Friedrich Fürst von Hohenzollern. Sinds de adel in 1919 is afgeschaft is hij formeel volgens het Duitse naamrecht Prinz von Hohenzollern, maar volgens familietraditie voert hij als hoofd van het huis de titel Fürst en het predicaat Hoogheid; in die laatste hoedanigheid is hij tevens Burggraf zu Nürnberg, Graf zu Sigmaringen und Veringen, Graf zu Berg, Herr zu Haigerloch und Wehrstein, enz.

## Familie
Karl Friedrich trouwde op 17 mei 1985 met Alexandra Gräfin Schenk von Stauffenberg (1960), dochter van Clemens Anton Graf Schenk von Stauffenberg en Clementine Gräfin von Wolff Metternich zur Gracht. 
Zij kregen vier kinderen:
- Alexander Friedrich Antonius Johannes (1987), sinds 16 september 2010 „Erfprins“ van de familie
- Philippa Marie Carolina Isabelle (1988)
- Flaminia Pia Eilika Stephanie (1992)
- Antonia Elisabeth Georgina Tatiana (1995)

Op 17 juli 2010 hertrouwde Karl Friedrich met Katharina de Zomer (1959), een Duitse fotografe.